# Тамуда
Тамуда (бербер. ⵜⴰⵎⵓⴷⴰ, араб. تمودة‎) — древний берберский город и римский военный лагерь, находившийся в Мавретании Тингитанской. Расположен в 6 км к западу от современного Тетуана на севере Марокко. Каменные руины на месте города обнаружены на южном берегу долины Мартиль.

## История
Древний город был основан в III веке до н. э. мавританскими берберами северного Марокко. Вероятно, финикийцы посещали это поселение в течение следующего столетия в торговых целях. В Тамуде был найден глиняный кувшин с изображением морского конька, представляющим финикийскую иконографию.
При императоре Августе город заняли римляне. Около 42 г. н. э. они сравняли Тамуду с землей во время восстания местных жителей и на её месте возвели укреплённое поселение. Преемники императора Августа позднее перестроили город как древнеримский каструм.
Позднее Тамуда стала одним из главных городов римской провинции Мавретания Тингитанская, развиваясь во времена правления Траяна и Септимия Севера. По словам исследователя из Университета Кадиса, жители города занимались засолкой рыбы и производством пурпура. В справочнике Notitia Dignitatum, написанном в пятом веке, говорится, что в конце четвёртого века каструм Тамуды был штаб-квартирой Ala Herculea (кавалерийского отряда).
Регион вокруг Тамуды был полностью романизирован и христианизирован в пятом веке, а крепость, вероятно, была разобрана. К моменту прибытия вандалов в пятом веке город, вероятно, был заброшен, поскольку ни одна хроника больше не упоминает о нём.

## Раскопки
На месте раскопок были найдены артефакты как римской, так и финикийской эпохи.
В 1933 году, во время раскопок был обнаружен камень третьего века (около 253—257 гг. н. э.), на котором говорится о победе римлян над неназванными варварами. Предполагается, что надпись на камне относится к франкам.
В июле 2018 года группа исследователей обнаружила на этом месте фрагмент ребра северного гладкого кита, датируемый 180—396 гг. н. э.. Они предполагают, что римляне вели китобойный промысел у берегов Средиземного моря.